# Sisco Mesa
La Sisco Mesa (in lingua inglese: Mesa Sisco) è una mesa antartica, cioè un tavolato caratterizzato da ripide pareti rocciose e con la parte sommitale coperta di ghiaccio. La mesa è alta 3.350 m, lunga e larga 3,7 km; è situata subito a nord della Haworth Mesa tra il Ghiacciaio Norfolk e il Ghiacciaio Olentangy, nel settore occidentale del Wisconsin Range della catena dei Monti Horlick, nei Monti Transantartici, in Antartide.
La mesa è stata mappata dall'United States Geological Survey (USGS) sulla base di rilevazioni e foto aeree scattate dalla U.S. Navy nel periodo 1960-64.
La denominazione è stata assegnata dall'Advisory Committee on Antarctic Names (US-ACAN), in onore di Joseph J. Sisco, sottosegretario di stato per gli  International Organization Affairs e presidente dell' "Antarctic Policy Group" nel 1966.